# Битва при Силаре
Битва при Силарусе — сражение между римской и карфагенской армиями в ходе Второй Пунической войны.

## Предыстория
В 212 до н. э. Ганнибал находился в Лукании. Между тем римский солдат Марк Центений Пенула, срок службы которого закончился, попросил у претора выступить перед сенатом. Там он попросил дать ему 5 тысяч человек, сказав, что он изучил характер противника и применит против него те же приёмы, что и он. Пенуле дали 8 тысяч человек (половина из них была римлянами, другая половина — италийцами). По дороге в Луканию он принимал в войско добровольцев и в Луканию он привёл уже 16 тысяч человек. У Силаруса он встречает карфагенскую армию.

## Битва
Армии выстроились друг против друга и начали сражение. Опытность Ганнибала и его армии сыграли свою роль. Римляне сражались до тех пор, пока сражался Пенула. Пенула храбро сражался в гуще боя и пал. Сражение длилось 2 часа. Римляне после гибели Пенулы сразу же отступили, однако были настигнуты нумидийской конницей Ганнибала, и их спаслось только тысяча человек.

## Итоги
Сражение было выиграно Ганнибалом. В том же году Ганнибал одержал ещё одну победу при Гердонии.